# Ancistrocladus guineensis
Ancistrocladus guineensis är en tvåhjärtbladig växtart som beskrevs av Daniel Oliver. Ancistrocladus guineensis ingår i släktet Ancistrocladus och familjen Ancistrocladaceae. Inga underarter finns listade i Catalogue of Life.